# 王霸 (黃巢)
王霸（878年二月-880年十一月）是唐朝末年农民起义首领黄巢所用的年号，共计3年。

## 纪年
| 王霸 | 元年  | 二年  | 三年  |
| 公元 | 878年 | 879年 | 880年 |
| 干支 | 戊戌  | 己亥  | 庚子  |

## 參看
- 中国年号索引
- 同期存在的其他政权年号
  - 乾符（874年十一月至879年十二月）：唐僖宗的年号
  - 廣明（880年正月至881年七月）：唐僖宗的年号
  - 元慶（877年四月十六日至885年二月二十一日）：平安時代陽成天皇、光孝天皇之年號
  - 建極（860年起）：南詔領袖世隆之年號
  - 貞明（878年起）：南詔領袖隆舜之年號
  - 大同（至888年）：南詔領袖隆舜之年號

| 前一年號： -- | 黃巢年號 | 下一年號： 金统 |